# Новосілки (Вишгородський район)

Новосі́лки — село в Україні, у Вишгородському районі Київської області.
Населення — 850 осіб.
В селі діють 5 магазинів, православна церква, школа, бібліотека, клуб та готель. В останні роки село досить розвинулось в плані інфраструктури. Відбувається активне розширення території: постійно зводяться нові житлові масиви, зокрема, котеджні містечка.
Біля села розташована ботанічна пам'ятка природи «Дуби княгині Ольги», а також гідрологічний заказник «Озеро Осокорі та Озеро Перевал».

## Історія
Одна з перших згадок Новосілок в "Описі рухомого та нерухомого майна, належавшого Києво-Печерському монастирю, складеному при передачі цього монастиря архімандриту Нікифору Туру. 24 квітня,1593 р." АЮЗР Ч.1. Т. 1. ст 386.
"В Десні. Село Новосілки, село Слободка, село Дубечня, друге село Дубечня, селище Петрове над річкою Трубіж. Там же, неподалік, селище Кийлове".

Ще одну з перших згадок Новосілок Десенських періоду початку XVII ст. маємо в Тарифах подимної податі Київського воєводства, 1631 р. Травня 3 Архів Південно-Західної росії Ч. 7, Т. 1, стр. 356-
"...z sioła Nowosiołek Deseńskich: z dymów pięci po złotych trzy, z ogrodników trzech po groszy dwudziestu cztyrech, z ubogich dwu po' groszy dwunasta, pop złotych sześć; z sioła Słobodki Puchowey: z dymów cztyrech po złotych trzy. z ogrodnika groszy dwadzieścia cztery, 2 nedznych chałup po groszy dwunastu; z sioła Dubieczen: z dymów pięciu po złotych trzy, z ogrodników cztyrech po groszy dwudziestu cztyrech, z nędznych chałup dwu po groszy dwunastu.
... з села Новосілки Десенські : з домів п'яти по три злотих, від трьох садівників грошів двадцятьчотири, від двох бідних грошів дванадцять, піп шість злотих."
За Гетьманщини Новосілки входили до складу Гоголівської сотні Київського полку.
З 1781 року Новосілки у складі Остерського повіту Київського намісництва (31 хата), пізніше у складі того ж повіту Чернігівської губернії.
За даними на 1864 рік у казенному селі Остерського повіту Чернігівської губернії мешкало  осіб 345 (172 чоловічої статі та 173  жіночої), налічувалось 58 дворових господарств.
Станом на 1886 у колишньому державному селі Жукинської волості мешкало 167 осіб, налічувалось 42 дворових господарства, існувала православна церква.
За переписом 1897 року кількість мешканців зросла до 761 особи (364 чоловічої статі та 397 — жіночої), з яких всі — православної віри.
Поблизу с. Новосілки в урочищі Коло-Криниці виявлені залишки поселення доби неоліту (IV- початок III ст. до. н. е.).

## Населення

### Мова
Розподіл населення за рідною мовою за даними перепису 2001 року:
| Мова       | Кількість | Відсоток |
| ---------- | --------- | -------- |
| українська | 552       | 97.35%   |
| російська  | 14        | 2.47%    |
| білоруська | 1         | 0.18%    |
| Усього     | 567       | 100%     |

## Галерея

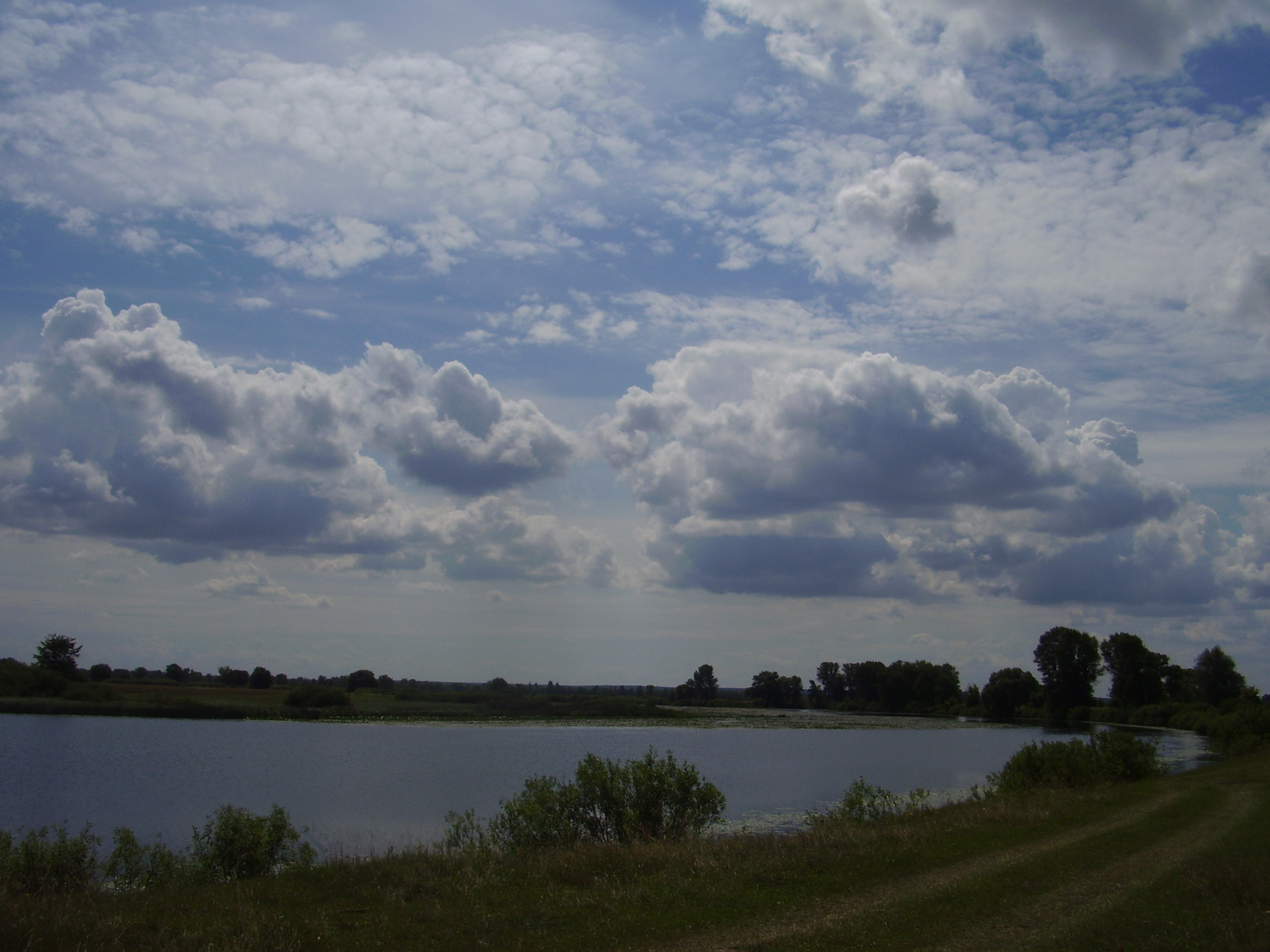
Десна біля села, 2007 рік
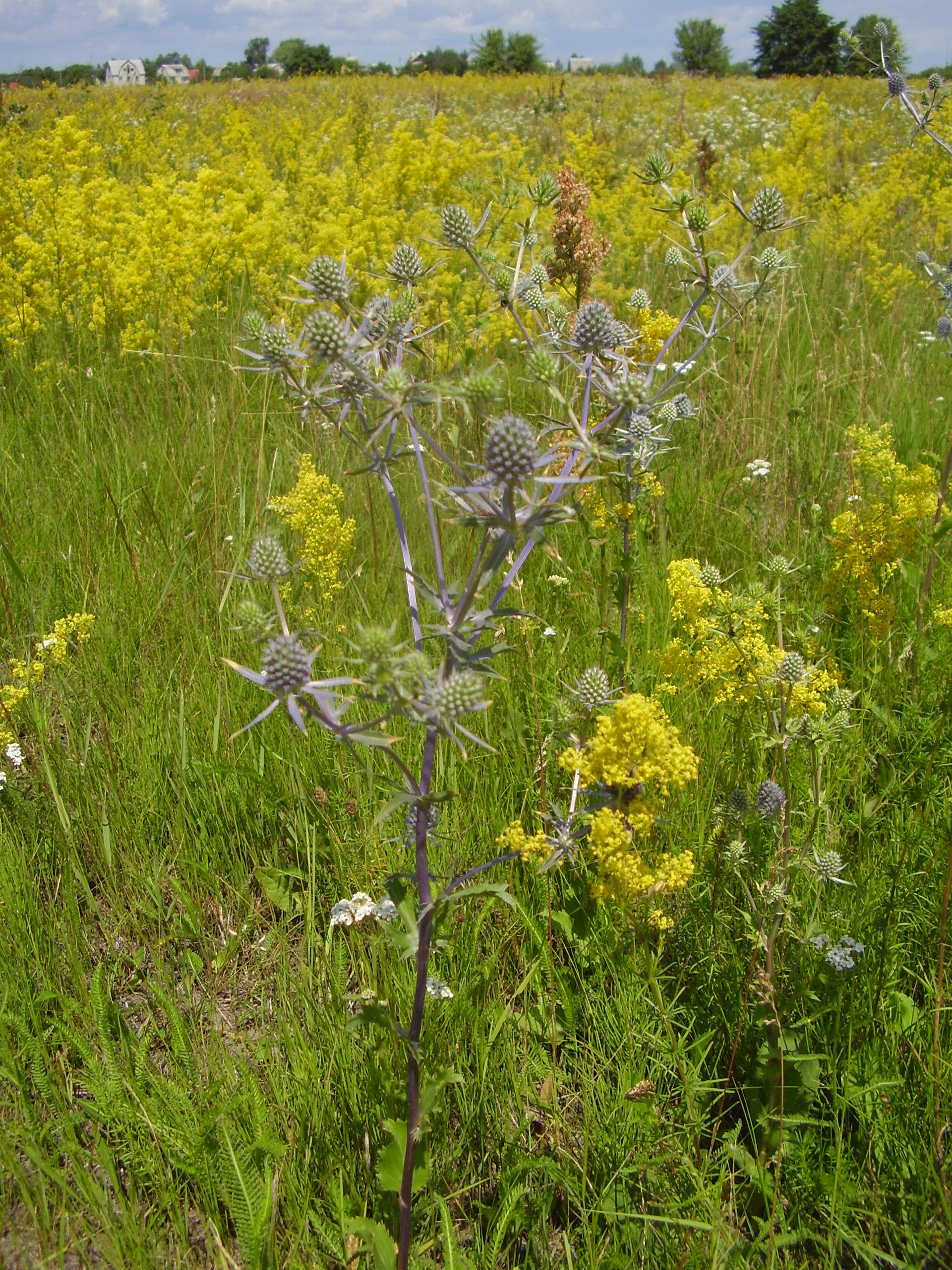
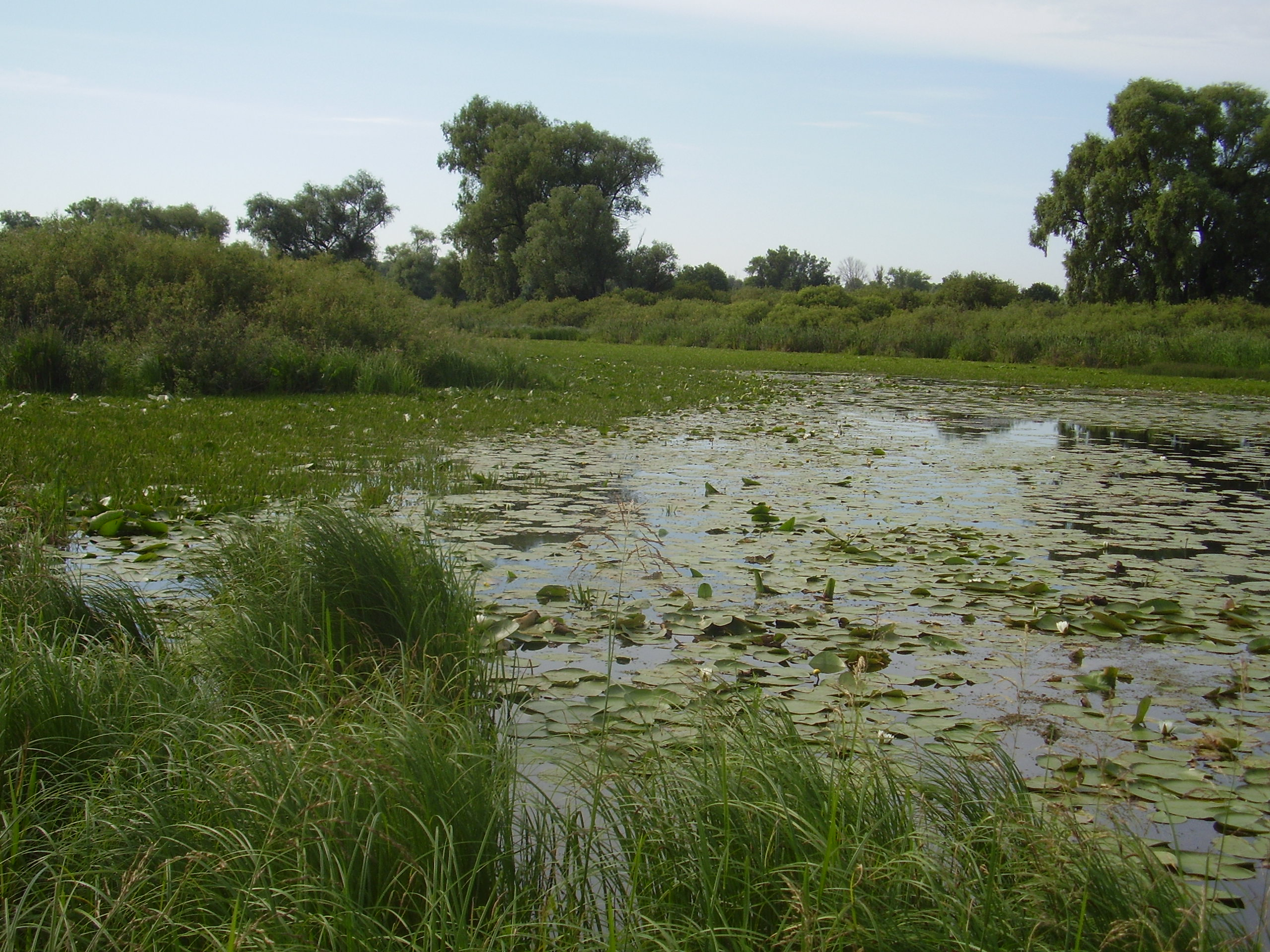
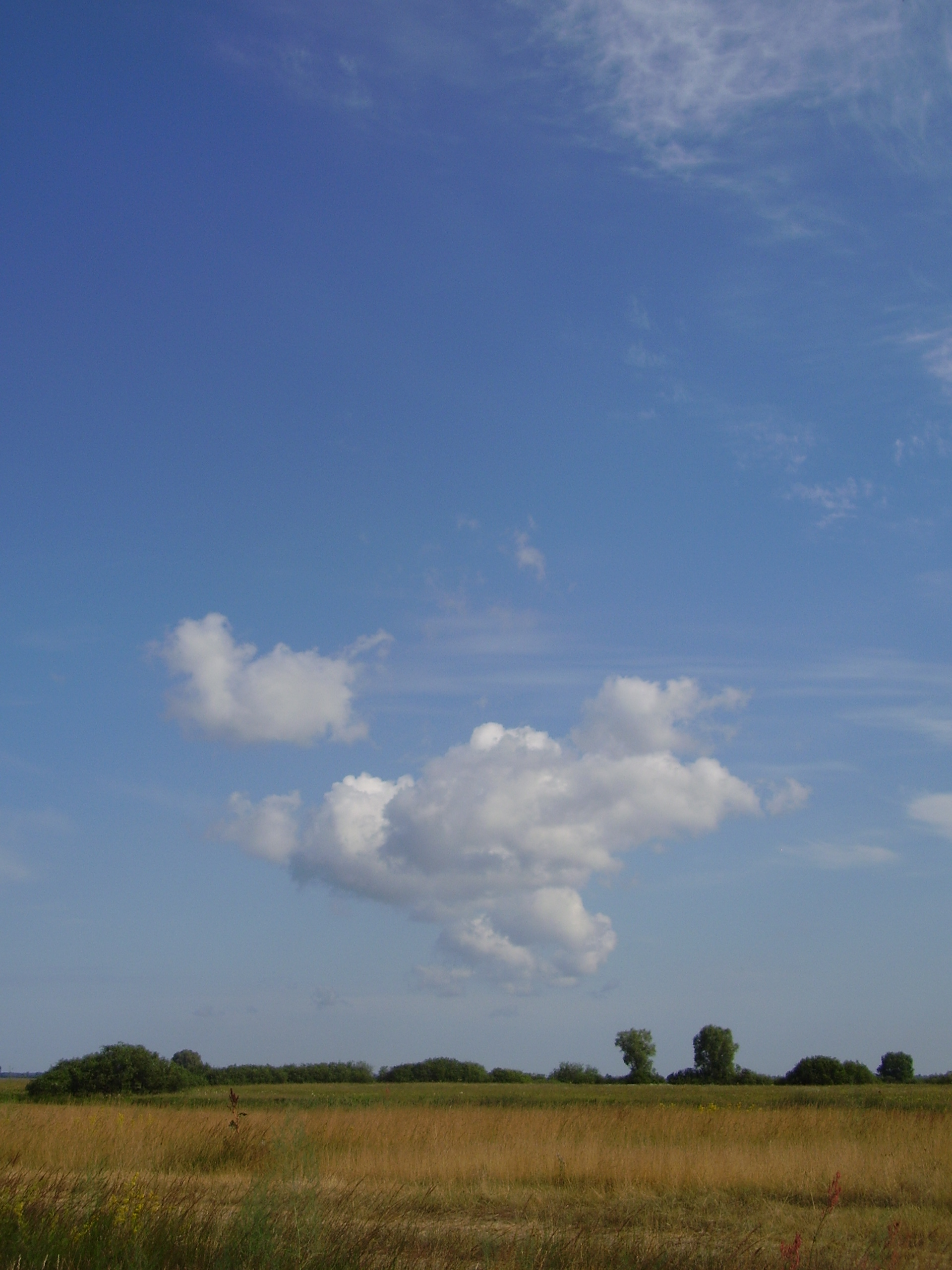